# Iljušin Il-28
Iljušin Il-28 (rusko Илью́шин Ил-28 NATO oznaka: Beagle) je bil sovjetski dvomotorni reaktivni bombnik. Zasnovali so ga takoj po 2. Svetovni vojni pri biroju Iljušin. Bil je prvo sovjetsko množično proizvajano reaktivno letalo. Gradili so ga tudi licenčno v Kitajski kot Harbin H-5. V Sovjetski so zgradili 6316 letal, na Kitajskem pa 319 H-5. V 1990ih, 50 let po prvem letu, jih je bilo več sto še vedno v uporabi. Trenutno je edini uporabnik Severna Koreja z okrog 30 letali.
Iljušin je leta 1946 začel razvijati štirimotorni bombnik Iljušin Il-22 - prvi sovjetski reaktivni bombnik. Hkrati so razvijali tudi Il-24 z motorji Rolls-Royce Derwent, ki pa ga niso zgradili. Obe letali nista bili uspešni, zato je OKB Iljušin začel razvijati nov taktični reaktivni bombnik. Pri snovanju so bili v veliko pomoč britanski motorji Rolls-Royce Nene, ruski inženirji so hitro zgradili nelicenčno kopijo RD-45.
Il-28 je bil konvencionalne konfiguracije, krila so bila brez naklona, medtem ko sta vertikalni in horizontalni stabilizator imela majhen naklon. Motorja sta bila nameščena pod krili. Pilot in navigator sta sedela na katapultnih sedežih, strojničar pa je moral izkočiti skozi loputo.

## Tehnične specifikacije (Il-28)
Podatki iz Jane's All The World's Aircraft 1982–83
Splošne karakteristike
- Posadka: 3 (pilot, bombardir, strojničar)
- Dolžina: 17,65 m (57 ft 11 in)
- Razpon kril: 21.45 m (70 ft 4½ in)
- Višina: 6,70 m (22 ft 11¾ in)
- Površina kril: 60,80 m² (654,5 sq ft)
- Aeroprofil: TSAGI SR-5S
- Vitkost: 7,55:1
- Teža praznega letala: 12890 kg (28417 lb)
- Naložena teža: 18400 kg (40565 lb)
- Maks. vzletna teža: 21200 kg (46738 lb)
- Pogon letala: 2 × Klimov VK-1A turboreaktivni motorji, 26,5 kN (5952 lbf) vsak

 Zmogljivost 
- Maks. hitrost: 902 km/h (487 vozlov, 560 mph) at 4500 m (14760 ft)
- Potovalna hitrost: 770 km/h (415 vozlov, 478 mph)
- Doseg: 2180 km (1176 nmi, 1355 mi) at 770 km/h (415 vozlov, 478 mph) na 10000 m (32800 ft)
- Višina leta: 12300 m (40350 ft)
- Hitrost vzpenjanja: 900 m/min (2950 ft/min)Oborožitev

- Strelno orožje: 4 × Nudelman NR-23 topi (2 v nosu, 2 v repu)
- Bombe: 3000 kg (6600 lb) bomb v notranjem bombnem prostoru (1000 kg (2200 lb) normalno)